# Thysananthus gottschei
Thysananthus gottschei là một loài Rêu trong họ Lejeuneaceae. Loài này được (J.B. Jack & Stephani) Stephani miêu tả khoa học đầu tiên năm 1912.